# Lijst van voetbalinterlands Bangladesh - Turkmenistan (vrouwen)
Deze lijst van voetbalinterlands is een overzicht van alle officiële voetbalinterlands tussen de nationale vrouwenteams van Bangladesh en Turkmenistan. De landen hebben tot nu toe één keer tegen elkaar gespeeld.

## Wedstrijden
| № | Plaats | Datum       | Competitie                                | Wedstrijd                 | Uitslag |
| - | ------ | ----------- | ----------------------------------------- | ------------------------- | ------- |
| 1 | Yangon | 5 juli 2025 | Aziatisch kampioenschap 2026 kwalificatie | Bangladesh − Turkmenistan | 7 − 0   |

## Samenvatting
| Competitie                           | Totaal gespeeld | Winst Bangladesh | Gelijk | Winst Turkmenistan | Doelsaldo Bangladesh – Turkmenistan |
| ------------------------------------ | --------------- | ---------------- | ------ | ------------------ | ----------------------------------- |
| Aziatisch kampioenschap kwalificatie | 1               | 1                | 0      | 0                  | 7 − 0                               |
| Totaal                               | 1               | 1                | 0      | 0                  | 7 − 0                               |